# Litvínov
Litvínov (tysk: Leutendorf) er en by i det nordvestlige Tjekkiet med et indbyggertal på 22.512 (2024). Byen ligger i regionen Ústí nad Labem, tæt ved grænsen til nabolandet Tyskland.